# سامبین (ساپونه)
سامبین شهری در شهرستان ساپونه در استان بازگا در بورکینافاسوی مرکزی است و جمعیت آن ۵۳۵ نفر است.